# Ville de Darebin
La ville de Darebin est une zone d'administration locale au nord-est du centre-ville de Melbourne au Victoria en Australie.
Elle a été créée le 15 décembre 1994 par la fusion des villes de Northcote et de Preston.

## Quartiers
La ville comprend les quartiers de:
- Alphington
- Fairfield
- Kingsbury
- Northcote
- Preston
- Reservoir
- Thornbury